# Cameraria pongamiae
Cameraria pongamiae là một loài bướm đêm thuộc họ Gracillariidae. Nó được tìm thấy ở Malaysia (Negeri Sembilan, Pahang, Sabah), Philippines (Luzon, Palawan) và Đài Loan.
Sải cánh dài 3.8-4.8 mm.
Ấu trùng ăn Pongamia pinnata. Chúng ăn lá nơi chúng làm tổ.